# Manon Wiegerink
Manon Wiegerink (Sassenheim, 1992) is een Nederlands korfbalster en korfbalcoach. Ze speelde eerder voor TOP, maar sinds 2014 bij en AKC Blauw-Wit in de Korfbal League. Met beide ploegen werd ze 1 maal Nederlands kampioen.

## Spelerscarriere

### TOP
Wiegerink begon met korfbal bij TOP uit Sassenheim. Ze doorliep de hoogste jeugdteams en werd vanaf 2011 een vaste waarde in de hoofdmacht van het team.
In haar eerste seizoen in het eerste team, 2011-2012 stond TOP onder leiding van coach Hans Heemskerk. De club was net zaalkampioen in 2011 geworden en was dus de verdedigend landskampioen.
In dit seizoen was Wiegerink een vaste basisspeelster en kwam tot 20 goals. Echter haalde TOP zowel in de zaal als op het veld geen play-offs.
In seizoen 2012-2013 scoorde Wiegerink meer dan het jaar ervoor en was ze goed voor 30 goals. Echter stond de club wederom niet in de play-offs.
Na dit seizoen stopte coach Heemskerk en werd Jan Niebeek aangesteld als nieuwe hoofdcoach van de club.
In seizoen 2013-2014 veranderde de situatie voor Wiegerink. TOP was versterkt geworden met Rianne Echten en hierdoor verloor Wiegerink de vaste basisplaats. Desondanks speelde ze in 13 duels en maakte ze mee dat TOP zich in de Korfbal League als nummer 1 plaatste voor de play-offs. In de play-off serie won TOP van Dalto waardoor het in de zaalfinale terecht kwam. TOP won deze finale met 21-20 van PKC, waardoor het voor de 2e keer in de clubhistorie Nederlands zaalkampioen werd.
Na dit seizoen besloot Wiegerink te stoppen bij TOP

### Blauw-Wit
Wiegerink stapte in 2014 over naar het Amsterdamse AKC Blauw-Wit.
Hier kreeg Wiegerink onder leiding van hoofdcoach Rini van der Laan wel weer een basisplaats, naast internationals Sophie Hansen en Kim Cocu.
In haar eerste seizoen bij Blauw-Wit (2014-2015) werd de ploeg 2e in de Korfbal League. Hierdoor moest het in de play-offs spelen tegen TOP, nota bene de oude club van Wiegerink.
De eerste wedstrijd werd gewonnen door TOP, maar Blauw-Wit won de tweede. Hierdoor moest er een derde, beslissende wedstrijd worden gespeeld. In deze derde wedstrijd won TOP met 27-18, waardoor Blauw-Wit nipt de finaleplaats miste.
Iets later, in de veldcompetitie troffen TOP en Blauw-Wit elkaar in de kruisfinale. Ook nu won TOP, waardoor het veldseizoen voor Blauw-Wit in de kruisfinale strandde.
In het seizoen erna, 2015-2016 trof Blauw-Wit weer TOP in de korfbal league play-offs. Wederom werd het een spannende play-off serie en kwam het neer op een derde, beslissende wedstrijd. Net als het jaar ervoor won TOP de laatste wedstrijd.
Iets later, in de veldcompetitie stond Blauw-Wit ook in de kruisfinale. Nu was PKC de tegenstander, maar Blauw-wit verloor de wedstrijd met 29-18.
In seizoen 2016-2017 bleek Blauw-Wit echt door te breken. In de zaalcompetitie won Blauw-Wit de play-off serie van PKC, waardoor het zich plaatste voor de zaalfinale in Ziggo Dome.
Ook nu was TOP de tegenstander. Blauw-Wit verloor de finale met 22-18. 
Iets later, in de veldcompetitie won Blauw-Wit in de kruisfinale van TOP met 16-13, waardoor het in de veldfinale terecht kwam. Tegenstander LDODK werd verslagen met 22-12, waardoor Blauw-Wit Nederlands veldkampioen werd.
Ze speelde bij Blauw-Wit tot en met 2019.
In 2020 keerde ze terug bij Blauw-Wit, waardoor ze weer in actie kwam in seizoen 2020-2021.
In dit seizoen, (2020-2021) werd Blauw-Wit 3e in de competitie. Hierdoor plaatste het zich voor de play-offs. In de best-of-3 serie verloor Blauw-Wit in 2 wedstrijden van TOP.
Hierna besloot Wiegirink te stoppen als speelster.

## Erelijst
- EuropaCup kampioen, 1x (2012) met TOP
- Korfbal League kampioen, 1x (2014) met TOP
- Ereklasse veldkampioen, 1x (2017) met AKC Blauw-Wit

## Coach
Tijdens haar carrière als speelster ging Wiegerink reizen. Ze was al eens in Nieuw-Zeeland geweest om korfbal populairder te krijgen. Sinds 2018 is zij de bondscoach van het Nieuw-Zeelands korfbalteam. Ze stond voor de ploeg tijdens het WK van 2019.